# Революційний фронт за незалежність Східного Тимору
Революційний фронт за незалежність Східного Тимору (порт. Frente Revolucionária de Timor-Leste Independente) — східнотиморська ліва політична організація, що брала участь у партизанській боротьбі за незалежність Східного Тимору від Португалії та Індонезії. Один із засновників — Жозе Рамуш-Орта, чинний президент ДРСТ.